# Sergi Palencia
Sergi Palencia Hurtado, född 23 mars 1996, är en spansk fotbollsspelare som spelar för amerikanska Major League Soccer-klubben Los Angeles FC.

## Karriär
Den 16 augusti 2018 lånades Palencia ut till Bordeaux på ett låneavtal över säsongen 2018/2019. Han gjorde sin Ligue 1-debut den 19 augusti 2018 i en 2–1-förlust mot Toulouse.
Den 5 juli 2019 värvades Palencia av franska Saint-Étienne. Den 28 september 2020 lånades Palencia ut till Leganés på ett låneavtal över säsongen 2020/2021. I juli 2021 förlängdes låneavtalet med ytterligare en säsong.
Den 2 februari 2023 värvades Palencia av amerikanska Major League Soccer-klubben Los Angeles FC, där han skrev på ett tvåårskontrakt med option på ytterligare ett år.